# Norfolk, Virginia
Norfolk este un oraș independent din statul american Virginia din Statele Unite ale Americii.
1. ↑   https://www.norfolk.gov/3515/Mayor-Kenneth-Cooper-Alexander-PhD, accesat în 19 februarie 2023 Lipsește sau este vid: |title= (ajutor)
2. ↑  Recensământul Statelor Unite ale Americii din 2010, accesat în 9 iulie 2020
3. ↑   https://it-ch.topographic-map.com/map-ljfmb3/Norfolk/?zoom=19&center=36.84438%2C-76.28584&popup=36.84467%2C-76.28575 Lipsește sau este vid: |title= (ajutor)